# Chromis xouthos
Chromis xouthos és una espècie de peix de la família dels pomacèntrids i de l'ordre dels perciformes.

## Morfologia
Els mascles poden assolir els 9,2 cm de longitud total.

## Distribució geogràfica
Es troba a l'Índic.